# Удзи
У́дзи (яп. 宇治市 Удзи-си) — город в префектуре Киото, Япония, фактически — южный пригород города Киото. Расположен на реке Удзи, вытекающей из озера Бива. Основан в IV веке сыном императора Одзина. Располагается между историческими центрами Киото и Нарой.
В 1180 году при Удзи состоялась битва между кланами Минамото и Тайра, в которой на стороне Минамото участвовали многочисленные воины-монахи. Битва закончилась сокрушительным поражением клана Минамото.
Удзи получил статус города 1 марта 1951 года. Площадь города составляет 67,54 км², население — 179 783 человека (1 октября 2020), плотность населения — 2661,87 чел./км².
В Удзи есть железнодорожная станция, её здание спроектировано архитектором Хироюки Вакабаяси.

## Достопримечательности
Город обладает многочисленными достопримечательностями:
- Храм Бёдо-ин (平等院) с залом Амиды или Залом Феникса, построенный в 1053 году.
- Дзэн-буддистский храм Косё-дзи, построенный в 1648 году.
- Храм Мампуку-дзи школы Обаку, построенный в 1661 году в стиле китайской династии Мин.
- Многочисленные буддийские храмы и синтоистские кумирни.
- В городе Удзи производится один из самых высококачественных сортов чая (чай Удзи).
- Последние части «Повести о Гэндзи» связаны с городом Удзи.